# Andrzej Gawłowski (ur. 1955)
Andrzej Karol Gawłowski (ur. 30 listopada 1955 w Warszawie) – polski polityk i działacz samorządowy, poseł na Sejm IV kadencji.

## Życiorys
Ukończył w 1979 studia na Wydziale Ekonomiki Produkcji Szkoły Głównej Planowania i Statystyki w Warszawie. Od 1979 pracował w pilskim Urzędzie Wojewódzkim jako inspektor, następnie był wiceprzewodniczącym Wojewódzkiej Komisji Planowania. W latach 1988–1990 był etatowym funkcjonariuszem PZPR w komitecie wojewódzkim. Od 1992 związany z branżą handlową, został kierownikiem działu logistyki w Philips Lighting Polska.
W latach 1971–1975 był członkiem Związku Młodzieży Socjalistycznej, a w latach 1975–1979 pełnił funkcję wiceprzewodniczącego rady wydziałowej Socjalistycznego Związku Studentów Polskich. Od 1980 do 1986 należał do Związku Socjalistycznej Młodzieży Polskiej. Od 1974 do rozwiązania był członkiem Polskiej Zjednoczonej Partii Robotniczej, później związany z Socjaldemokracją RP i SLD.
W drugiej połowie lat 90. był przewodniczącym rady miejskiej w Pile, w latach 1999–2001 zasiadał w radzie powiatu pilskiego, w której był przewodniczącym klubu radnych SLD. Sprawował mandat posła na Sejm IV kadencji z okręgu pilskiego, wybranego z ramienia Sojuszu Lewicy Demokratycznej. Pracował w Komisji Ochrony Środowiska, Zasobów Naturalnych i Leśnictwa oraz Komisji Europejskiej. W 2004 (od 1 maja do 17 lipca) pełnił mandat posła do Parlamentu Europejskiego i w tym samym roku bez powodzenia kandydował do niego na kolejną kadencję.
W 2005 nie ubiegał się o reelekcję w wyborach do Sejmu. Od lutego 2003 do października 2005 pełnił funkcję przewodniczącego rady powiatowej SLD w Pile. Zatrudniany w instytucjach i przedsiębiorstwach zajmujących się gospodarką odpadami. Był m.in. prezesem zarządu spółki Altvater Piła. Został też przewodniczącym Związku Międzygminnego „Pilski Region Gospodarki Odpadami Komunalnymi”.